# 로나 다이어

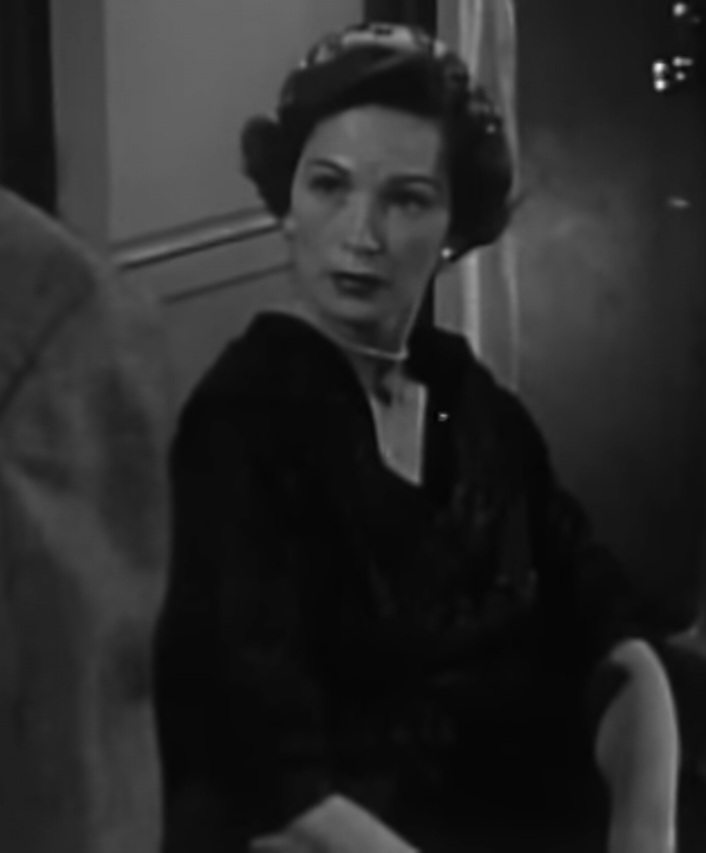

로나 다이어(Lorna Thayer, 1919년 3월 10일 ~ 2005년 6월 4일)는 미국의 배우, 연극 배우, 영화배우이다.
보스턴에서 태어났으며 우들랜드힐스에서 사망하였다. 사인은 알츠하이머병이다.

## 영화
- 프랭키와 쟈니 (1991년)
- 버디 버디 (1981년)
- 라이나서러스 (1974년)
- 시스코 파이크 (1972년)
- 트레벌링 엑시큐셔너 (1970년)
- 추격 (1959년)
- 보난자 (1959년)
- 서부의 파라딘 (1957년)
- 100만개의 눈을 가진 괴물 (1955년)
- 러스티 맨 (1952년)